# Sapromyza variventris
Sapromyza variventris är en tvåvingeart som beskrevs av Malloch 1926. Sapromyza variventris ingår i släktet Sapromyza och familjen lövflugor. Inga underarter finns listade i Catalogue of Life.